# شچرتسوو
شچرتسوو (به لهستانی:  Szczerców) یک روستا در لهستان است که در گمینا شچرتسوو واقع شده‌است. شچرتسوو ۱۲۹ کیلومتر مربع مساحت و ۳٬۳۰۰ نفر جمعیت دارد.